# Trần Văn Tư
Trần Văn Tư (sinh ngày 15 tháng 9 năm 1958) là đại biểu Quốc hội Việt Nam khóa 13, thuộc đoàn đại biểu Đồng Nai.

## Tiểu sử
Ông có quê quán ở xã Long Mỹ, huyện Đất Đỏ, Bà Rịa – Vũng Tàu, người dân tộc Kinh, không tôn giáo.
Ông có trình độ Cử nhân Luật, cao cấp lý luận chính trị.
Ông gia nhập Đảng Cộng sản Việt Nam vào ngày 5 tháng 7 năm 1980.
Từ 2011 đến 2016, ông là ĐBQH khóa 13 tỉnh Đồng Nai, Ủy viên Ban thường vụ Tỉnh ủy, Chủ nhiệm Ủy ban Kiểm tra Tỉnh ủy, Trưởng Đoàn ĐBQH tỉnh Đồng Nai khoá XIII, Ủy viên Ủy ban Pháp luật của Quốc hội, Thành viên Hội nghị sỹ việt Nam – Hàn Quốc.